# Пицеле (Беневенто)
Пицеле је насеље у Италији у округу Беневенто, региону Кампанија.
Према процени из 2011. у насељу је живело 62 становника. Насеље се налази на надморској висини од 766 м.